# Diecéze Groningen-Leeuwarden
Diecéze Groningen-Leeuwarden (latinsky Dioecesis Groningensis-Leovardiensis) je římskokatolická diecéze v Nizozemsku, která je sufragánní diecézí metropole v Utrechtu. Katedrálním kostelem je dóm sv. Josefa v Groningen, území diecéze se kryje s územím nizozemských provincií Groningen, Frísko, Drenthe a částí provincie Flevoland. Současným groningenským biskupem je od roku 2017 Mons. Ron van den Hout.

## Stručná historie
V roce 1559 byla spolu se třinácti dalšími diecézemi zřízena i Diecéze Groningen. Zanikla již na sklonku 16. století, ale v roce 1955 byla obnovena, přičemž zahrnula i území původní diecéze Leeuwarden, jejíž jméno přijala v roce 2005.